# Lost Horizon 2
Lost Horizon 2 este un joc video istoric de aventură point-and-click dezvoltat de Animation Arts și publicat de Deep Silver în 2015 pentru Microsoft Windows. A fost lansat la 1 octombrie 2015 și are loc la 20 de ani după evenimentele primului joc, Lost Horizon din 2010.

## Sinopsis
Germania, noiembrie 1942: cercetătorul Dr. Brunner a făcut o descoperire pe care vrea s-o ascundă de autorități. Abia își poate arde hârtiile în șemineu, când un comandant SS intră în casă pentru a-l aresta împreună cu familia sa.
Acțiunea reală a jocului începe în 1956. Fenton Paddock, un soldat și aventurier britanic și protagonist al jocului precedent, este trimis combatant în Războiul din Suez pentru a identifica coordonatele unui atentat iminent britanic în Port Said. Fiica lui Paddock, Gwen, este pe urmele unui artefact viking care trebuia să îi ajute pe naziști să obțină victoria finală și pe care Brunner îl cercetase. KGB-ul este și el în spatele artefactului și o răpește pe fiica lui Paddock. Împreună cu agentul secret israelian Anne, care este, de asemenea, interesată de artefact și se dovedește a fi o fiică a lui Brunner, Paddock merge în căutarea lui Gwen. Jucătorul vizitează locuri din Bavaria, Moscova, Sandhurst în Anglia, Jersey, Gotland, Islanda și în sfârșit legendara Asgard.